# 羅特河 (安珀河支流)
47°57′3.3″N 11°7′22.8″E / 47.950917°N 11.123000°E

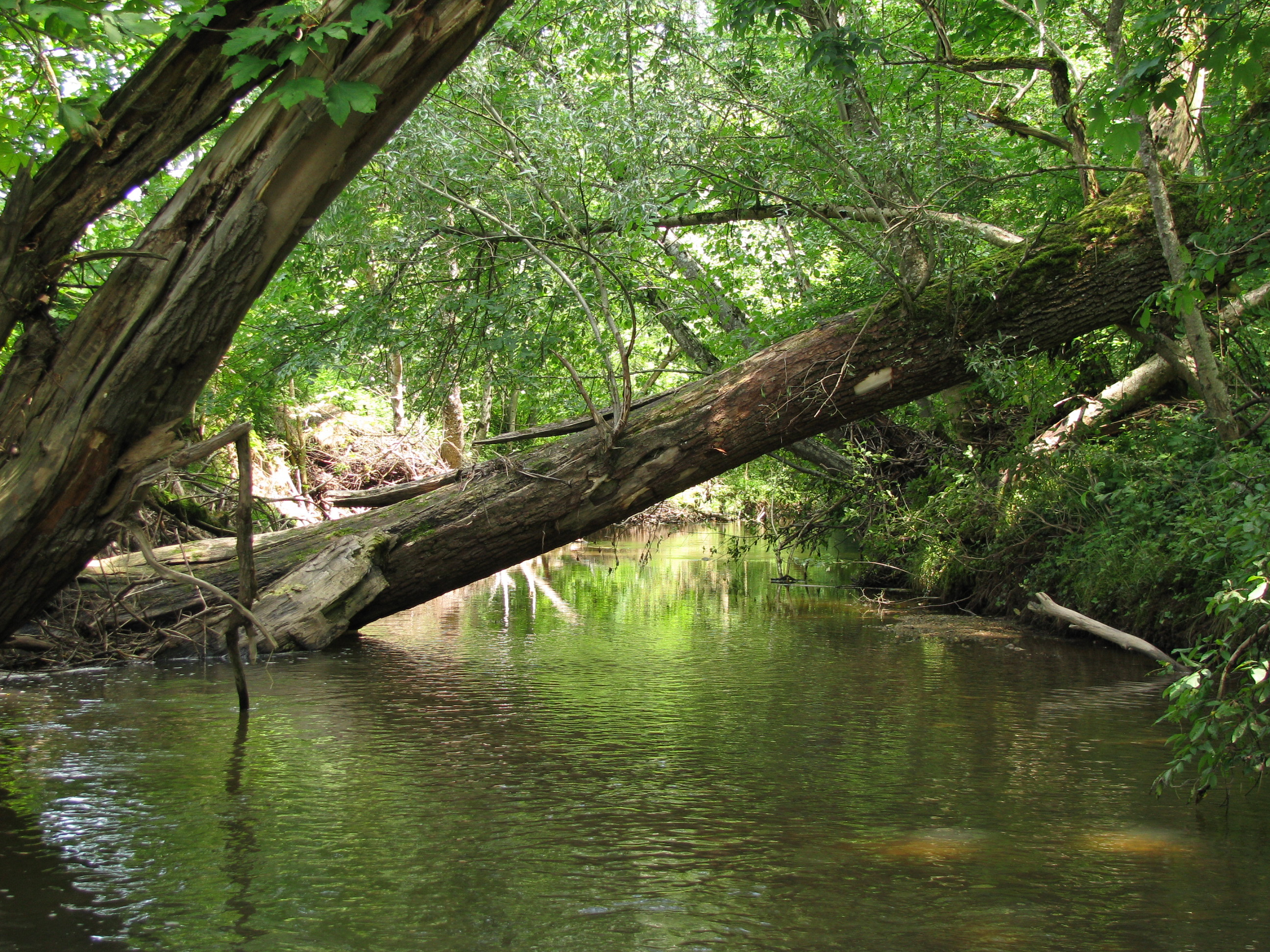

羅特河是德國的河流，位於該國東南部，由巴伐利亞負責管轄，屬於安珀河的支流，河道全長18.7公里，流域面積82.6平方公里，河口處在阿默湖畔迪森。